# Rockstar Vancouver
Rockstar Vancouver foi um estúdio de jogos eletrônicos localizado no centro de Vancouver, Colúmbia Britânica, Canadá, subsidiária da Rockstar Games.
Em 17 de outubro de 2006 lançou o controverso jogo Bully , originalmente lançado para o Playstation 2 mas chegando dois anos mais tarde ao Wii e Xbox 360 e PC. Em 2016, foi lançada a versão comemorativa de dez anos de lançamento do jogo para Android e iOS. Trabalhou também no lançamento do Max Payne 3, a sequência de Max Payne 2: The Fall of Max Payne.
Em 9 de julho de 2012, a Rockstar Vancouver se uniu com a Rockstar Toronto, encerrando a subsidiária.

## Jogos
como Barking Dog Studios
- Homeworld: Cataclysm (1998) (PC)
- Counter-Strike (2000) (PC) (Vários Mapas) (com a Valve Software)
- Global Operations (2002) (PC)
- Treasure Planet: Battle at Procyon (2002) (PC)

como Rockstar Vancouver
- Bully (jogo eletrônico) (2006) (PlayStation 2)
- Bully: Scholarship Edition (2008) (Xbox 360, PC, Wii) (com Rockstar New England e Rockstar Toronto)
- Max Payne 3 (2012) (Xbox 360, PlayStation 3, PC)